# Гликель из Хамельна
Гликель (Глюкель) из Хамельна (Гамелена), также Гликель бас Иуда Лейб (Glückel von Hameln, Glikl bas Judah Leib, идиш גליקל בת ר' יהודה לייב האַמיל‎, урождённая Пинкерле; 1645, Гамбург, — 19 сентября 1724, Мец) — одна из первых еврейских женщин-писательниц на идише, автор известных воспоминаний.

## Биография
Родилась в семье старосты гамбургской еврейской общины Лёба Пинкерле в Гамбурге в 1645 г. В их доме одно время была больница для беглецов от Богдана Хмельницкого (прим. с 1648). Детям дома преподавались общие науки.
Училась в хедере, в 14 лет вышла замуж за ювелира Хаима из Хамельна. Она родила 14 детей, из них двое умерли во младенчестве. Когда её муж переехал в Гамбург, она была его советником во всех деловых вопросах. После его смерти в 1689 году Глюкель продолжила его ювелирный бизнес.
В 1691 году Гликель начала писать дневник, превратившийся затем в воспоминания о муже. Она завершила первые пять разделов из задуманных семи в 1699 году. Мемуары были предназначены для детей и внуков, чтобы познакомить их с семейной историей.
В 1700 Гликель вышла замуж за банкира в Меце, старшину местной общины Серфа Леви (Cerf Lévy). Новый муж потерял в 1702 г. всё состояние. После его смерти (1712) продолжила и закончила мемуары, интересные изображением среды современной автору эпохи.

## Мемуары
Её сын, Моисей Гамельн, раввин в Байерсдорфе, велел снять копию с рукописи матери, и она переходила как наследство из рода в род. Давид Кауфман издал мемуары по рукописи Мерцбахера в 1896 году под заглавием «Die Memoiren der Glückel von Hameln, 1645—1719». Затем они были переведены на немецкий, современный восточный идиш, иврит и английский языки.
Сочинения Гликель важны для историков как единственный еврейский текст о том периоде, написанный женщиной. В мемуарах содержатся интересные сведения о жизни евреев в Гамбурге, Альтоне, Хамельне, Ганновере, Гильдесгейме, Меце и Берлине.